# روبيرتو سينسيني
روبيرتو سينسيني (بالإسبانية: Roberto Sensini)‏ مواليد 12 أكتوبر 1966 في الأرجنتين، هو لاعب كرة قدم أرجنتيني سابق كان يلعب كمدافع. سبق له أن لعب في كأس العالم لكرة القدم مع منتخب بلاده. فاز بميدالية أوليمبية في مسابقة كرة القدم.

## المسيرة الاحترافية

### أندية لعب لها
- نيولز أولد بويز
- نادي أودينيزي
- نادي بارما
- نادي لاتسيو

## روابط خارجية
- روبيرتو سينسيني على موقع الاتحاد الدولي (مؤرشف)  (الإنجليزية)
- روبيرتو سينسيني على موقع الاتحاد الأوربي (الإنجليزية)
- روبيرتو سينسيني على موقع قاعدة بيانات كرة القدم.إي يو (الإنجليزية)
- روبيرتو سينسيني على موقع ناشيونال فوتبول تيمز (الإنجليزية)
- روبيرتو سينسيني على موقع عالم كرة القدم.نت (الإنجليزية)
- روبيرتو سينسيني على موقع أوليمبيديا (الإنجليزية)